# На защиту родной Москвы
«На защи́ту родно́й Москвы́» — советский периодический чёрно-белый киножурнал о мероприятиях по обороне столицы, выпускался в зимние месяцы 1941—1942 годов, в разгар Битвы за Москву. Демонстрировался в кинотеатрах, в заводских и фабричных клубах, а также в частях и подразделениях действующей армии перед началом сеанса. Всего вышло 9 выпусков.
Бо́льшая часть материалов воследствии была включена в полнометражный фильм «Разгром немецко-фашистских войск под Москвой» (1942).

## На защиту родной Москвы, № 1
«Оборона города. Народное ополчение»
Хронология
Командир воинской части зачитывает опубликованный в газете сталинский призыв. Газета с речью Сталина в руках красноармейцев. Генералы Рокоссовский и Доватор верхом на лошадях. Наступление танкистов генерала Катукова. Дежурство у зенитных орудий, залпы огня по вражеским самолётам. Сбитая немецкая машина. Повсеместное строительство укреплений и баррикад. Ремонт танков на военном заводе. Выезд танкистов из цеха. Строительство бронепоезда. Бронепоезд готов идти на фронт.
Создатели
| Режиссёр      | Леонид Варламов                                                                    |
| Операторы     | Теодор Бунимович Павел Касаткин Алексей Лебедев Александр Эльберт Михаил Шнейдеров |
| Звукооператор | Виктор Котов                                                                       |
| Музоформление | Иоганнес Срабиан                                                                   |

## На защиту родной Москвы, № 2
«На тульском направлении»
Хронология
По улицам Тулы на грузовиках движутся войска, идут рабочие. Силами населения идёт строительство укреплений. Заседает городской комитет обороны. Боевые позиции майора Зубкова. Обсуждение плана боевой операции с майором Кравченко. Артиллерийский обстрел вражеских позиций. Танковая атака. Обломки военной немецкой техники. Мёрзнет группа пленных немецких солдат. Укреплённые рубежи города — баррикады, противотанковые ежи. Группа красноармейцев стоит в дозоре.
Создатели
| Режиссёр      | Борис Небылицкий                  |
| Операторы     | Борис Небылицкий Владимир Комаров |
| Звукооператор | Виктор Котов                      |
| Музоформление | Иоганнес Срабиан                  |

## На защиту родной Москвы, № 3
«Оборонная промышленность. Награждение танкистов»
Хронология
Баррикады на заснеженных улицах и заставах Москвы, противотанковые ежи у Бородинского моста, у Киевского вокзала. Плакаты Окон ТАСС. Руины бывшей подмосковной деревни с остатками печей и разбитой немецкой техники. Мёрзнут захваченные в плен немцы. На московском заводе собираются снаряды. Идёт изготовление лыж в мастерской. Рабочие за сборкой автоматов. Лётчики готовятся к боевому вылету. Вылет бомбардировщиков на задание, сбрасывание бомб. Корпус кавалеристов идёт в наступление. Артобстрел по вражеским позициям. Разрушенный немцами населённый пункт, разбитая военная техника, пленные. Бригадный комиссар Иванов зачитывает приказ о награждении танкистов, идёт вручение наград.
Создатели
| Режиссёр      | Леонид Варламов                                                                                                   |
| Операторы     | Алексей Лебедев Борис Макасеев Теодор Бунимович Павел Касаткин Михаил Шнейдеров Анатолий Крылов Александр Эльберт |
| Звукооператор | Игорь Гунгер |
| Музоформление | Иоганнес Срабиан                                                                                                  |

## На защиту родной Москвы, № 4
«Оборона Москвы и Ленинграда»
Хронология
Здания Московского Кремля, Мавзолея. На улицах города противотанковые ежи и зенитные орудия. Кавалерийские части в наступлении. Оставленное немцами при отступлении вооружение, пленные немцы, немецкие захоронения. Группа командиров с генералом Рокоссовским во главе разрабатывает план наступления. Член Военного Совета фронта Смирнов вручает гвардейское знамя командиру 1-го кавалерийского корпуса.
Набережная Невы в Ленинграде. Рабочие Кировского завода стоят в строю. Обстрел противника из артиллерийских орудий советских военных кораблей. Самолёты бомбят вражеские позиции.
Создатели
| Режиссёр      | Рафаил Гиков |
| Операторы     | Теодор Бунимович Павел Касаткин Анатолий Крылов Алексей Лебедев Михаил Шнейдеров Александр Эльберт Роман Кармен Рувим Халушаков |
| Звукооператор | Игорь Гунгер В. Смирнов |

## На защиту родной Москвы, № 5
«На подступах к Москве. Соревнования по хоккею. Бои за город Калинин»
Хронология
Улицы Москвы. На Пионерских прудах хоккейная команда «Спартак» соревнуется с бойцами части майора Иванова. Сборка миномётов в заводском цеху. Строительство бронепоезда. Немецкая военная техника, трупы немецких солдат на пути к Калинину. Калининская наступательная операция на участке генерала Поленова. Красноармейцы идут по улицам освобождённого Калинина. Разрушенные оккупантами здания. Жительница, укрывавшая раненых красноармейцев, рассказывает об их сожжении оккупантами перед отступлением. Замерзшая груда изувеченных тел. Жители с санями возвращаются в город, срываются немецкие таблички. Боец сокрушает кресты нескольких немецких захоронений. Жители запасаются дровами. Над городом вновь поднимается советский флаг.
Создатели
| Режиссёр      | Николай Кармазинский |
| Операторы     | Иван Беляков Пётр Ермолов Сергей Семёнов Рувим Халушаков Алексей Лебедев Борис Макасеев Борис Небылицкий Виктор Штатланд |
| Звукооператор | Игорь Гунгер |
| Музоформление | Иоганнес Срабиан |

## На защиту родной Москвы, № 6
«Встреча Нового года в Москве»
Хронология
Заснеженные улицы и площади Москвы. Вывеска о продаже ёлочных украшений, афишы новогодних концертов. Москвичи активно разбирают ёлки, несут или везут их на трамвае. Няряженные ёлки в магазинах, идёт торговля играшками, патефонными пластинками (звучит песня «Два друга» в исполнении Л. Утёсова), работают московские парикмахерские. Работницы «Трёхгорной мануфактуры» за упаковкой новогодних подарков, на мешочках надписи — «Бойцу Красной Армии». Подготовка к празднику в Клубе лётчиков гражданского воздушного флота, их жёны пишут поздравления. На ёлке в бомбоубежище дети водят хоровод. Поздравление раненых бойцов в госпитале. Раздача подарков бойцам на фронте.
Создатели
| Режиссёр      | Рафаил Гиков                                                                               |
| Операторы     | Сергей Семёнов Иван Беляков Пётр Ермолов Александр Щекутьев Виктор Штатланд Борис Макасеев |
| Звукооператор | Виктор Котов                                                                               |
| Музоформление | Иоганнес Срабиан                                                                           |

## На защиту родной Москвы, № 7
«Изготовление оружия преподавателями и студентами ВУЗа. Освобождение Калуги»
Хронология
Красная площадь, центральные улицы города. Идут занятия по тушению зажигательных бомб. На улицах города жители слушают радиосообщение. Пошив тёплой одежды для бойцов на швейной фабрике «Красный Восток». Изготовление студентами и преподавателями противотанковых ружей в мастерской одного из московских институтов. Митинг железнодорожников, передача бронепоезда имени комиссара Д. Лестева. Артиллерийский обстрел позиций противника в районе Калуги. Наступление войск генерала Голубева. Красноармейцы проходят по улицам освобождённой Калуги мимо разрушенных зданий. Немецкие захоронения. Комната пыток, устроенная оккупантами в одной из калужских школ. Трупы пленных красноармейцев и мирных жителей.
Создатели
| Режиссёр      | Илья Копалин                                                       |
| Операторы     | Иван Беляков Пётр Ермолов И. С. Семёнов Борис Шер Василий Соловьёв |
| Звукооператор | Н. Аносова Виктор Котов                                            |

## На защиту родной Москвы, № 8—9
«Освобождение Можайска от немецко-фашистских захватчиков. Город Солнечногорск»
Хронология
Активное движение людей и транспорта на центральных улицах и площадях Москвы. Оживление у плакатов Окна ТАСС, заголовки газет об освобождении Московской области, схема освобождения. Митинг в Можайске, выступление генерала Л. А. Говорова. Руины взорванного Можайского собора, перенос раненных красноармейцев в санитарные машины. Рассказ учительницы можайской средней школы В. М. Николаевой о потере мужа во время оккупации. Ещё дымящийся Бородинский музей, подожжённый намцами при отступлении. Отряды партизан движутся по улице освобождённого города. В расположении Осташевского партизанского отряда на костре готовится пища, женщина прячет в валенок агитационную газету. Партизан вешает газету в оккупированном немцами посёлке. Цепь партизан в лесу. Перестрелка и захват деревенского дома.
Освобождённый Солнечногорск. Рабочие вставляют оконные рамы в заводском цеху. Школьники идут на занятия, сидят на уроках. В книжном магазине идёт приём книг. В мастерской идёт пошив обмундирования для Красной армии. Сдача семян колхозниками, ремонт инвентаря. Раздача вещей, собранных горожанами. Приём помощи для освобожденных от оккупации жителей. Семья Овчинниковых, удочеривших девочку Надю, в домашней обстановке и на улице. Изготовление мин в заводском цеху.
Создатели
| Режиссёр      | Сергей Гуров                                                                                   |
| Операторы     | Теодор Бунимович Василий Соловьёв Моисей Беров Виктор Штатланд Рувим Халушаков Владимир Цеслюк |
| Звукооператор | Виктор Котов                                                                                   |
| Музоформление | Даниил Покрасс                                                                                 |

## История создания
В разгар ожесточённых боёв ЦК ВКП(б) и Государственный комитет обороны приняли решение об эвакуации из города важнейших оборонных предприятий и учреждений. В число подлежащих эвакуации в первую очередь были включены московские киностудии. Центральная студия кинохроники года с бо́льшей частью персонала в октябре 1941 года была переведена в Куйбышев.

… теперь, к середине октября, Москва становилась уже фронтовым городом, улицы перегораживались баррикадами и противотанковыми «ежами», на площадях и проспектах устанавливались зенитные орудия, каждый вечер над городом поднимались аэростаты воздушного заграждения.
 Из развешанных по всему городу громкоговорителей то и дело раздаётся: «Граждане, воздушная тревога!»
— Теодор Бунимович, из книги «Их оружие — кинокамера» 1984
С приходом войны изменилось значение разных видов кино, — кинохроника выдвинулась на первое место как самая оперативная. Московские выпуски документальной хроники продолжались силами оставшихся в городе кинематографистов и операторов из киногруппы Западного фронта. Были также привлечены операторы из Белоруссии, лишившиеся своей студии в первый же день войны. Для нужд кинохроники предоставили помещения в здании на Лиховом пер., 6, освободившиеся после эвакуации «Союздетфильма» в Сталинабад. Здесь была налажена производственная база для обработки и выпуска материалов на экран, днями и ночами не останавливалась работа — теперь здесь был штаб всей фронтовой кинохроники, отсюда выезжали на съёмки, а некоторые даже жили на казарменном положении.

Обычно фронтовые операторы задерживались на студии не более суток. Сдать плёнку в проявку, провести ночь в этом уюте, созданном в студийном подвале, встретиться с товарищами. Всегда находилась чарка водки, а то и спирт, который научились пить, не разбавляя, а иногда наспех перекусывали в столовой, что была здесь же, и опять уезжали.
— Роман Кармен, из книги «Но пасаран!» 1972
Название нового киножурнала было заимствовано у 104-го выпуска «Союзкиножурнала» (режиссёр — так же Л. Варламов), полностью посвящённого обороне Москвы и вышедшего 15 ноября 1941 года. Отныне короткие очерки и отдельные сюжеты, снятые в городе, на его подступах и присланные с фронта, складывались в отдельные самостоятельные выпуски, для которых тут же на месте подбиралась музыка. В одном из ноябрьском номере газеты авторами киножурнала были замечены только сочинённые А. Сурковым стихи: «Мы не дрогнем в бою за столицу свою, нам родная Москва дорога…». Специально вызванный из Севастополя Борис Мокроусов сочинил музыку, — песня «Марш защитников Москвы» была включена в ближайший выпуск журнала.
Первый выпуск был готов в конце ноября 1941 года и с 3 декабря демонстрировался сразу в семи московских кинотеатрах. Всего было девять выпусков, последний сдвоенный номер вышел 1 марта 1942 года. Все номера журнала хранятся в Российском государственном архиве кинофотодокументов.

## Критика
Съёмки обороны крупных городов, в частности Москвы, сыграли особую роль в развитии советской кинопублицистики, — «по этим лентам легче всего проследить, как постепенно углублялось в сознании документалистов понимание народного характера войны, и как с изменением взгляда на войну менялся стиль и характер документальных съёмок».
Накапливая опыт и совершенствуясь в процессе фронтовых съёмок, советские кинохроникёры все более переходят от разрозненных эпизодов, заснятых в первые недели войны, к созданию цельных, законченных сюжетов в киножурналах и фильмах, где на место сухого, протокольного фиксирования фактов становится типизация, идейно-художественное обобщение запечатлеваемых явлений. Это и есть образная публицистика, эмоционально воздействующий на зрителя художественный кинорепортаж. В этом отношении чрезвычайно показательны выпущенные на экраны киножурналы «На защиту родной Москвы», «Освобождение Ростова от немецко-фашистских захватчиков» и «Героическая оборона Севастополя».«Литература и искусство» № 7, 14 февраля 1942

## Комментарии
1. ↑  Операторы П. Касаткин и Т. Бунимович, снимая очерк о бомбардировщиках, стали свидетелями, что за короткий ноябрьский день лётчики делали по шесть-восемь боевых вылетов, а также «с каким энтузиазмом и упорством уже уставшие лётчики, не передохнув после одного боевого вылета, торопили технический персонал подготовить самолёт к следующему»[1].
2. ↑  По данным «Летописи российского кино. 1930—1945» (2007) так же — первый номер журнала вышел на экраны 3 декабря 1941 года[15].